# ArmA: Armed Assault
ArmA: Armed Assault es un videojuego de disparos en primera persona para PC creado por Bohemia Interactive Studio (BIS). Se trata de un simulador táctico militar en primera persona y es considerado el sucesor de Operation Flashpoint.
Armed Assault fue desarrollado por un equipo de 15 personas de BIS.
BIS y Codemasters, distribuidores en su día de Operation Flashpoint, rompieron sus relaciones comerciales, quedando en posesión de estos últimos los derechos sobre el nombre del juego original. Armed Assault se considera una actualización a gran escala de Operation Flashpoint pero no un juego nuevo al completo.
El juego está disponible únicamente para Microsoft Windows.

## Principales características y mejoras de Armed Assault respecto aOperation Flashpoint

### Sobre el juego en general
- Armed Assault tratará de ganar adeptos más de lo que lo hizo el OFP, pero también dejará satisfechos a los jugadores de OFP más puristas y veteranos.
- El cambio de personaje durante las partidas individuales, ("Character Switching") está confirmado : se podrá jugar con todos los soldados que se establezcan como "jugable" durante la edición de las misiones. Si sólo se establece como "jugable" un solo soldado, el cambio de soldado no será posible.
- Se confirman también las posiciones múltiples de artillero, pudiendo establecer éstas en cualquier cantidad.
- Se han implementado las ópticas 3d del armamento.
- Los.pbo estarán firmados para evitar los "cheats" en el modo multijugador.
- Se espera lanzar documentación sobre el motor del juego antes incluso de la aparición del propio juego.
- Una aplicación llamada "Linda" desarrollada por BIS, se encargará de producir vegetación variada y realista sin usar ningún procedimiento manual.
- El viento afecta al movimiento de la vegetación.
- Mejoras importantes en la detección de colisión.
- La IA, (inteligencia artificial), se ha mejorado, será por ejemplo, capaz de conducir por uno de los lados de una carretera.
- En el apartado de texturas cabe destacar el uso de "Normal Mapping", "HDRR" (High Dynamic Range Rendering), "Detail Mapping" y "2nd-UV-Set", técnica de texturizado propia de BIS.
- El sistema de armamento se ha dividido. Las municiones tienen ahora su propio apartado.
- Implementación de un programa de comunicación por voz.
- Mayor extensión del terreno, (400 kilómetros cuadrados aproximadamente)...el equivalente a la suma de las islas originales de Operation Flashpoint.
- Mayor detalle del terreno, con aproximadamente el doble de objetos de los que hay en Operation Flashpoint.

### Sobre la edición de misiones
- Las misiones se comprimen ahora en archivos.pbo´s de addon.
- Los scripts se compilan en la primera ejecución y permanecen en memoria.
- Se ha mejorado y potenciado el soporte y uso de funciones.
- Diferenciación entre strings ("string") y código({code}).
- Nuevos comandos, como por ejemplo "switch".
- Librería de todos los vehículos y armas con toda la información necesaria y previsualización 3D.
- Compatibilidad con los comandos de edición del OFP, a los que se añadirán nuevos y más posibilidades.

### Partidas multijugador
- El límite de jugadores solo lo marca el ancho de banda y capacidad de carga de los servidores.
- Habrá soporte para servidores Linux y Windows, aunque los Linux tardarán un poco más.
- Voz sobre IP: no se necesitan programas externos como el Team Speak.
- Partidas de larga duración, pudiendo llegar éstas a dos días de combate real.
- "Join in Progress", para entrar en las partidas mientras se juegan. Se podrá desactivar esta opción cerrando el servidor.
- Los NPCs estarán disponibles en multijugador como aliados, enemigos o neutrales.
- Se podrán completar en multijugador las misiones originalmente creadas para el modo individual incluida la campaña.
- La comunidad internacional de Armed Assault proveerá al juego de nuevas misiones, campañas, vehículos, armas y todo tipo de nuevo contenido.

### Creación deadd-ons
- La conversión de addons del OFP al Armed Assault es sencilla pero necesaria. Se garantiza la compatibilidad de addons entre ambos juegos.
- El "config" de cada modelo se adjunta a cada addon.
- Los nombres de las selecciones pueden ser definidas por el usuario.
- Se pueden adjuntar varias animaciones a una sola selección, por ejemplo animaciones del equipamiento del soldado.
- Las animaciones se crean directamente sobre el modelo y pueden verse en el "bulldozer".
- Nueva animación "traslación".
- Herramientas como O2 o Visitor, serán lanzadas antes que Armed Assault.
- Los modelos poseen un esqueleto como base, en su propio config.
- Materiales como la madera o el acero se pueden configurar.
- Se creará el denominado "Certified Content Developers", (Desarrollador Certificado de Contenidos), para aquellas personas que crean addons de gran calidad y recibirán soporte e información por parte de BIS de una forma especial. Tendrán sus propias firmas para los.pbo.
- Mejora en el soporte de importación desde 3DMAX y MAYA.
- Posibilidad de usar diferentes camuflajes en un mismo modelo.
- Posibilidad teórica de crear terrenos "infinitos", gracias a una tecnología de "streaming" creada por algunos seguidores de OFP.

## Temática
El Ejército de Estados Unidos tiene un pequeño contingente armado en la isla ficticia de Sahrani, con la misión de entrenar a las tropas del ejército del Reino del Sur de Sahrani. Por su parte, el Reino del Sur de Sahrani, rico en recursos naturales, ha estado siempre enfrentado con su vecino del norte, la República Democrática de Sahrani. En los últimos años, sin embargo, la situación ha desembocado en una especie de Guerra Fría, donde nadie mueve pieza pero todo está a punto para ello. 
La campaña sigue un guion lineal, sin embargo cada misión se puede llevar a cabo de múltiples formas no preestablecidas. La actuación del jugador, sus decisiones y la magnitud de logros conseguidos determinan cómo progresa la historia. Fallar en la consecución de ciertos objetivos no acarrea la finalización del juego, sino en mayores complicaciones. Los pelotones de NPCs enemigos pueden actuar independientemente de las acciones del jugador, de manera que lleven a cabo ataques no dirigidos contra el jugador o su entorno inmediato. Todo esto implica, que la repetición de una partida o la campaña completa sea una experiencia casi totalmente novedosa.

## Desarrollo o sistema de juego
Los desarrolladores del juego son muy conocidos por su dedicación a la simulación realista del combate. De manera que, además de armas, vehículos y terrenos realistas... se pone un especial empeño en el desarrollo de la balística, retroceso, recarga, y daño del armamento así como en el movimiento y velocidad de vehículos y de los propios personajes. 
Las aves o insectos, por ejemplo, son NPCs capaces de reaccionar frente a acciones del jugador. Algunas estructuras u objetos estáticos como pueden ser árboles son destructibles y pueden tener relevancia en cuanto a su uso, por ejemplo como barricada. Por razones de jugabilidad, acciones como nadar o saltar no estarán disponibles.
Se ha especulado con respecto a la cantidad de veces que se podrá salvar una partida en mitad de cada misión. Lo que es seguro es que cada final de misión salvará el progreso total de juego. Opciones de juego como la mira de tiro o determinados cuadros de información podrán activarse o desactivarse según los gustos del jugador. El juego tendrá soporte para periféricos como TrackIR.